# 스카일러 파크
스카일러 미영 재너텔 파크(영어: Skylar Mi-Young Zanetel Park, 영어 발음: /ˈskaɪ̯l.ər ˈpɑːrk/, 1999년 6월 6일~)는 캐나다의 태권도 선수이다. 올림픽에 2회(2020, 2024) 참가하여 2024년 올림픽 여자 태권도 57kg 부문 동메달을 획득했고 2019년 세계 선수권 대회 여자 57kg급에서 동메달을 획득했다. 또한 팬아메리칸 게임에서 금메달 1개(2023), 은메달 1개(2019)를 획득했고 팬아메리카 선수권 대회에서 금메달 3개, 동메달 1개를 획득했다.
대한민국에서는 한국어계 성 '파크(영어: Park)'의 원어 발음을 살린 스카일러 박으로도 알려져 있다.

## 경력
스카일러 파크는 1999년 캐나다에서 태권도장을 운영하던 사범들이었던 대한민국인 아버지 박재홍과 칠레인 어머니 안드레아 파르크(스페인어: Andrea Park) 사이에서 태어났다. 부모를 따라 2살 때부터 태권도를 시작했고 7살에 가족들이 운영하던 태권도장에서 검은띠를 획득했다. 2013년 1월에 라스베이거스에서 열린 US 오픈에서 주니어 국가대표 데뷔전을 치른 스카일러는 그 해 9월 멕시코 케레타로에서 열린 팬아메리카 주니어 선수권 대회에 참가하여 멕시코의 몬트세라트 에르난데스 에스피노사를 꺾으며 우승을 차지했다. 
2016년 캐나다 성인 국가대표로 처음 발탁되었고 그 해 2월 몬트리올에서 열린 캐나다 오픈에서 성인 국가대표 데뷔전을 가졌다. 그 해 6월에는 케레타로에서 열린 2016년 팬아메리카 선수권 대회에 참가하여 동메달 결정전에서 파울리나 아르메리아를 꺾고 동메달을 획득했다. 11월 캐나다 버너비에서 열린 2016년 세계 주니어 선수권 대회에서 중화 타이베이의 예옌신을 꺾고 금메달을 획득했고 세계 태권도 연맹은 그녀에 관해 기사를 실으면서 그녀를 "차세대 스타(영어: Star of Tomorrow)"라고 표현했다. 그녀는 이후 세계 주니어 태권도 선수권 대회에서 우승했던 것에 관해 자신이 대회에서 우승했다는 것이 이렇게 큰 순간이 될 지 몰랐으며 사람들이 자신을 '태권도의 다음 신인(영어: the next new face of taekwondo)'이라고 불렀다고 회고했다.
2017년 6월에는 대한민국 무주에서 열린 2017년 세계 선수권 대회에 참가하면서 선수 경력 첫 세계 선수권 대회에 출전했다. 그녀는 콜롬비아의 히네사 스테파니 아르칠라 베르날과 아제르바이잔의 에리슈 야프라크를 꺾고 8강에 올랐으며 8강전에서 중화 타이베이의 천유좡에게 패해 대회를 마감했다. 같은 해 8월에는 러시아 모스크바에서 열린 2017년 그랑프리 1차 대회에 참가하여 그랑프리 데뷔전을 가졌다. 그녀는 프랑스의 클라라 말리앵과 크로아티아의 브루나 불레티치를 꺾으며 4강에 올랐으며 4강전 상대인 대한민국의 이아름에게 패했다.
2019년 5월 영국 맨체스터에서 열린 2019년 세계 선수권 대회에 참가했고 칠레의 페르난다 아기레, 핀란드의 수비 미코넨, 크로아티아의 니키타 글라스노비치를 꺾으며 준결승에 진출했다. 준결승전에서는 2012년 올림픽 금메달리스트인 영국의 제이드 존스에 패배해 최종적으로 동메달을 획득했고 태권도 선수 경력에서 첫 번째 세계 선수권 대회 메달을 획득했다. 같은 해 7월에는 페루 리마에서 열린 2019년 팬아메리칸 게임에 참가했다. 그녀는 칠레의 아기레와 아르헨티나의 기아넬라 에볼로를 꺾으며 결승에 진출했고 결승전에서 미국의 애너스테이시야 졸로티치에게 패하며 은메달을 획득했다. 
2021년 7월 일본 도쿄에서 열린 2020년 하계 올림픽 태권도 종목에 출전하면서 올림픽에 처음 출전했다. 그녀는 첫 상대인 오스트레일리아의 스테이시 하이머를 꺾고 8강에 올랐으나 8강전에서 중화 타이베이의 뤄자링에게 패배하면서 메달을 획득하지 못했다.
2022년 11월 멕시코 과달라하라에서 열린 2022년 세계 선수권 대회 여자 페더급에 참가했으며 콜롬비아의 다니엘라 무뇨스 디아스를 꺾었으나 16강에서 중화 타이베이의 뤄자링에게 패배하면서 대회를 마쳤다. 2023년 5월에는 아제르바이잔 바쿠에서 열린 2023년 세계 선수권 대회 여자 페더급에 출전해 인도의 소남 라왈을 꺾었으나 브라질의 마리아 클라라 파셰슈에 패배하면서 16강에서 탈락했다. 같은 해 10월 중화인민공화국 타이위안에서 열린 2023년 그랑프리에서 당시 세계 챔피언이었던 나히드 키아니에 승리하면서 선수 경력 첫 번째 그랑프리 타이틀을 획득했고, 2023년 팬아메리칸 게임을 준비하는 과정에서 2023년 9월에 브라질 리우데자네이루에서 열린 팬아메리카 회장배(영어: Pan American President's Cup)에서 파셰슈를 꺾고 우승을 차지했다.
같은 달 칠레 산티아고에서 열린 2023년 팬아메리칸 게임 결승전에서 브라질의 파셰슈에게 승리해 금메달을 획득하며 팬아메리칸 게임에서 첫 번째 금메달을 획득했다. 그녀는 경기 후 있었던 인터뷰에서 2020년 하계 올림픽 이후 압박감과 기대감, 성공할 것이라는 믿음을 동시에 가져야 하는 정신적인 과제가 있었지만 지금은 자신감과 성공할 것이라는 믿음이 있으며, 압박감과 주변의 기대가 자신이 하는 일을 흥미 없게 만들 수 있지만 자신이 태권도를 사랑하고 어릴 때 성과를 낼 수 있었던 것은 자신이 태권도를 하는 것을 좋아하기 때문이라고 언급했다.
2024년 8월 프랑스 파리에서 열린 2024년 하계 올림픽 여자 57kg급에 캐나다 국가대표 선수로 출전했다. 그녀는 16강전에서 체코의 도미니카 흐로노바를 꺾고 8강에 올랐으며 8강전에서 대한민국의 김유진에게 패배했다. 김유진이 결승에 진출하자 패자부활전 기회를 얻어 튀르키예의 하티제 퀴브라 일귄을 꺾고 동메달 결정전에 진출했고 레바논의 레티시아 아운을 꺾으며 동메달을 획득했다.

## 개인사
스카일러는 캐나다에서 태권도 사범으로 활동하는 대한민국 출신 아버지 박재홍과 이탈리아 혈통을 가진 칠레 출신 어머니 안드레아 파르크(스페인어: Andrea Park) 사이에서 태어났고 태쿠 파크, 브레이븐 파크(영어: Braven Park)라는 남동생들이 있다. 박재홍의 아버지 박득화는 주한미군에게 합기도를 가르쳤으며 아버지를 포함해 삼촌, 조카, 동생들 또한 태권도를 배우며 총 16개의 검은띠를 획득했다. 박재홍은 '재 파크(영어: Jae Park)'라는 영어식 이름도 가지고 있으며 그녀와 태쿠, 브레이븐의 개인 코치로 활동하고 있다.
남동생들 태쿠와 브레이븐 또한 누나 스카일러를 따라 태권도 선수로 활동하고 있으며 태쿠는 스카일러가 금메달을 획득했던 2023년 팬아메리칸 게임에서 동메달을 획득했다. 스카일러와 태쿠는 이 대회에서 한 팬아메리칸 게임에서 모두 메달을 획득한 첫 번째 형재자매 선수들이라는 기록을 세웠다.

## 기록
- 세계 태권도 그랑프리

포디움
| 순위 | 날짜                  | 장소     | 종목        |
| ---- | --------------------- | -------- | ----------- |
| 동   | 2018년 6월 1-3일      | 로마     | 57kg 1차    |
| 동   | 2018년 6월 7-9일      | 맨체스터 | 57kg 4차    |
| 동   | 2019년 6월 7-9일      | 로마     | 57kg 1차    |
| 동   | 2022년 6월 3일-5일    | 로마     | 57kg 1차    |
| 은   | 2022년 9월 2일-4일    | 파리     | 57kg 2차    |
| 동   | 2022년 12월 8일-10일  | 리야드   | 57kg 파이널 |
| 금   | 2023년 10월 10일-12일 | 타오위안 | 57kg 3차    |